# Mideun Geudong
Mideun Geudong is een bestuurslaag in het regentschap Bireuen van de provincie Atjeh, Indonesië. Mideun Geudong telt 332 inwoners (volkstelling 2010).